# 40 (juego de naipes)
El 40 o cuarenta es un tradicional y popular juego de naipes de 2 a 4 jugadores, practicado en todo el Ecuador.El juego consiste en recoger la mayor cantidad de cartas y alcanzar 40 puntos. Es un juego que utiliza baraja francesa, aunque se han producido barajas únicas para este juego. 

## Historia
No existen estudios que confirmen el origen de este juego, aunque lo más probable es que se haya creado a mediados del siglo XX, para coincidir con el surgimiento de las celebraciones de la fundación de la ciudad de Quito, o que sea una variedad de algún juego de naipes colonial. Esto último explicaría porqué los juegos Casita robada, ronda, pinche, y Escoba del 15 guardan ciertas similitudes con el 40 ecuatoriano.
El juego se practica durante todo el año, pero con ocasión de las fiestas de la fundación de Quito en diciembre se realizan torneos familiares y oficiales que utilizan un reglamento estandarizado. Desde 1968 se realiza en Quito el "Mundial de Cuarenta".
El juego además ha sido referenciado en la literatura ecuatoriana.

## Objetivos
Una "chica" de 40 se gana cuando un jugador o equipo acumula 40 puntos. La victoria final, o ganar la "mesa", se consigue al ganar dos chicas, ya sean de manera consecutiva o alternada. Los jugadores suelen hacer comentarios durante el juego para desconcentrar al rival, lo que añade un elemento de estrategia psicológica. Por su sistema de puntuación y las diversas jugadas estratégicas hacen que el 40 no solo sea un juego de habilidad, sino también de estrategia y astucia.

## Reglas
Antes de iniciar una partida, se descarta del mazo los números 8, 9, y 10 de todos los palos y los comodines. Estas cartas pueden ser utilizadas como "tantos" y "perros" para contabilizar los puntos durante el juego. Cada "tanto" equivale a dos puntos, que pueden ser cambiados por un "perro", que equivale a poner la carta boca abajo al llegar a diez puntos. Si la mesa se juega entre 4 personas, los miembros de un mismo equipo deben sentarse alternadamente.  
Después de barajar, el juez, o la persona encargada, reparte 5 cartas para cada jugador para iniciar la primera "data", o mano de una chica. De existir un error a la hora de repartir las cartas, el equipo perjudicado puede solicitar "pasar la mano con diez [puntos]", con lo cual se procede a la siguiente data. Los jugadores buscan realizar jugadas específicas para sumar puntos. Por ejemplo, una "caída" se produce cuando un jugador iguala la carta anteriormente jugada por un oponente, ganando así 2 puntos. Además, una "limpia", que se logra al recoger todas las cartas de la mesa, suma otros 2 puntos. Las "rondas", que consisten en tener tres cartas iguales, otorgan también 2 puntos, mientras que una "doble ronda" con cuatro cartas iguales otorga 4 puntos.  
Al finalizar una "data" o mano, los jugadores contabilizan el "cartón", o las cartas que han conseguido. Si un jugador consigue 20 cartas, se otorgan 6 puntos. Por cada carta adicional a las primeras 20, se recibe un punto adicional. Si el total de cartas levantadas resulta en un número impar, se otorga un punto extra para redondear el total a un número par. Si en la mano se consiguió sumar 40 puntos, termina la chica. Caso contrario, se procede a bajarar nuevamente y el contrincante reparte una segunda mano. Y así sucesivamente hasta tener un ganador. Dependiendo de las reglas previamente acordadas, el cartón puede no contabilizarse después de que un jugador o equipo obtengan 38 puntos, con lo cual la victoria sólo se conseguirá con caídas.
desde 30 no les sirve “cartón”  
Usualmente, si un jugador o equipo no logra sumar más de 10 puntos en dos chicas, el oponente gana la mesa por "zapatería".
Distractores
En el transcurso de la mesa, los jugadores utilizan una serie de palabras o frases para distraer a los oponentes, entre ellas "dos por shunsho", "con esta te caigo", "treinta y ocho que no juega", "dolido va" "marido tiene", etc.